# Polskie pieśni pasyjne. Średniowiecze i wiek XVI

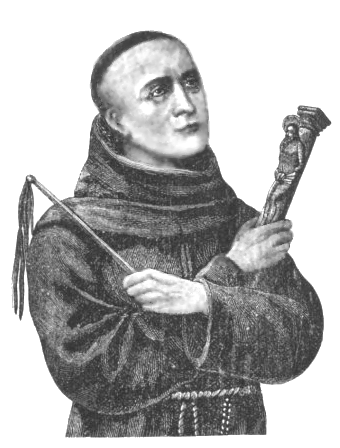
bł. Władysław z Gielniowa z symbolami Biczowania Chrystusa, autor polskiej pieśni pasyjnej Jezusa Judasz przedał za pieniądze nędzne

Polskie pieśni pasyjne. Średniowiecze i wiek XVI – zbiór pieśni religijnych w języku polskim, przeznaczonych na okres Wielkiego Postu, pochodzących z okresu średniowiecza (do około roku 1500). Zachowane utwory zebrano i opracowano w dwutomowej publikacji Polskie pieśni pasyjne. Średniowiecze i wiek XVI, wydanej przez Instytut Wydawniczy PAX (warszawa, 1977), zawierającej komplet tekstów i zapisów nutowych z tego okresu.

## Opracowania
Opracowanie Polskie pieśni pasyjne. Średniowiecze i wiek XVI , będące cennym uzupełnieniem wciąż aktualnej spuścizny Aleksandra Brücknera, M. Bobowskiego, Józefa Surzyńskiego oraz innych dawnych badaczy, odznacza się nowoczesnym i przystępnym warsztatem językoznawczym i przede wszystkim stanowi materiał źródłowy do różnorakich opracowań. Sami autorzy tak rozumieli rolę tej publikacji, pisząc we Wstępie: „Po zebraniu możliwie pełnego materiału z bibliotek i archiwów polskich oraz obcych powstaje konieczność przeprowadzenia gruntownych badań porównawczych niemal nad każdą pieśnią”, wyżej zaś: „wyczerpująca monografia polskiej pieśni religijnej może powstać wyłącznie przy ścisłej współpracy specjalistów wielu dyscyplin: historyka literatury, językoznawcy, wersologa, etnografa, muzykologa”. Nie wymieniono jednak teologa, biblisty i liturgisty.
Spełnieniem tych postulatów, zarówno w warstwie muzykologicznej, jak teologicznej, jest monografia z 2011 roku, Polskie pieśni pasyjne epoki średniowiecza i XVI wieku, którą sporządził prof. Benedykt Odya, obecnie prorektor Uniwersytetu Kazimierza Wielkiego w Bydgoszczy, dyrygent i muzyk współpracujący z Filharmonią Pomorską im. Ignacego Jana Paderewskiego w Bydgoszczy i Toruńską Orkiestrą Symfoniczną, interesujący się również chrześcijaństwem i filozofią. Praca ta, zdaniem recenzenta wydawnictwa, „przywraca do życia polskie pieśni pasyjne epoki średniowiecza, prezentuje bogaty materiał merytoryczny oraz emanuje uduchowieniem, wzniosłością i pietyzmem. Przeznaczona dla miłośników muzyki dawnej, dyrygentów oraz studentów. Książka jest opisem treści muzycznych i słownych oraz momentów i aspektów, mających istotny wpływ na interpretację i wykonawstwo wybranych pieśni pasyjnych, których układ został oparty na podstawowej w średniowieczu praktyce duchowej życia chrześcijańskiego – Lectio Divina”.

## Zestaw pieśni

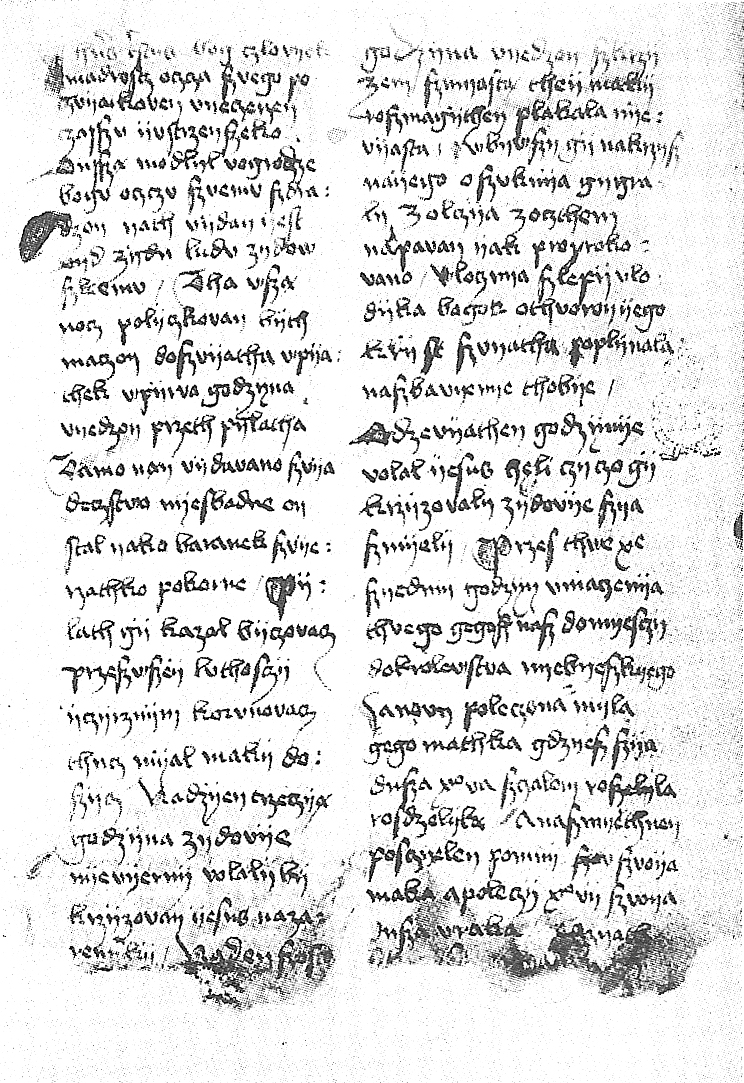
Rękopis najstarszej polskiej pieśni pasyjnej z ≤ XIV w. Jezus Chrystus, Bog Człowiek, mądrość Oćca swego, pochodzący z ok. 1453 roku

Zestaw pieśni pasyjnych w języku polskim, pochodzących ze średniowiecza, zawarty w książce Polskie pieśni pasyjne. Średniowiecze i wiek XVI, składa się z 84 utworów wraz z wariantami. Późniejsza publikacja z 1980 roku, Średniowieczna religijna pieśń polska, za średniowieczne uznaje jeszcze cztery, wśród nich dwie bez głębszego uzasadnienia. Wśród opublikowanych utworów znajdują się m.in. następujące pieśni:
- Bądź pozdrowion, krzyżu święty
- Chwała, sława, wszelka cześć
- Daj nam, Chryste, wspomożenie
- Idą krolewskie proporce
- Jezu Kryste krzyżowany
- Jezus Chrystus, Bog Człowiek, mądrość Oćca swego
- Jezusa Judasz przedał za pieniądze nędzne
- Krzyżu święty nade wszystko
- Krzyżu wierny i wyborny
- Mękę Bożą spominajmy
- O, wszego świata wsztek lud
- Płaczy dzisia, duszo wszelka
- Śmierć Krystowę, śmierć swą zawżdy
- Wspominając Boże słowa

## Treść teologiczna
Pieśni i ich warianty opracowano w tabelce, w której rozebrano je według zdań. Łącznie z uwzględnionymi dalszymi dwoma utworami z tej drugiej publikacji, składają się one z 568 zdań.
Poszczególne zdania podzielić można na: opis Męki zawarty w Ewangeliach, nawiązania do innych fragmentów Pisma Świętego i Tradycji, zachęta do rozważań, modlitwy i prawdy teologiczne. Zasadniczy trzon stanowi Ewangelia, Passio Domini nostri Jesu Christi. Większość utworów wylicza poszczególne etapy Męki, zawierając je w zwięzłych, zwykle jednozdaniowych sformułowaniach.
Wzorcowym przykładem są tu „Godzinki o Męce Pańskiej”, czyli „Jezus Chrystus, Bóg Człowiek, mądrość Oćca swego”, wymieniające w wersji A 27 elementów Pasji – od Wieczernika do wybawienia ojców z otchłani, podzielonych na godziny kanoniczne, w oparciu o Pismo Święte. Wersje D i F podają dwie dalsze, zaś wersja XVI-wieczna (E) rozszerza opisy. Spośród nich tylko jeden – tortury w noc przed ukrzyżowaniem – są spoza Ewangelii. Nie ma motywów Ecce Homo i Barabasza.
Dużo elementów zawierają obszerne pieśni „Jezusa Judasz przedał za pieniądze nędzne” i „Jezu Krysta krzyżowany” oraz swobodne tłumaczenie hymnu „Salve Crux Sancta”. Pieśń „Mękę Bożą spominajmy” zawiera siedem słów Pana Jezusa z krzyża wraz z nauką z nich płynącą i jako jedyna fragment nie związany ściśle z tematem – opowiastkę o złych ludziach ukaranych piekłem. Pieśń „Salve Crux” i inne tłumaczenia hymnów łacińskich, jak „Krzyżu wierny i wyborny” – „Crux fidelis” i „Pangue lingua”, „Idą królewskie proporce” – „Vexilla regis prodeunt” czy „Chwała, sława, wszelka cześć”, zawierają, jako teksty liturgiczne, elementy pochwalne.
Niektóre pieśni, zwłaszcza „Posłuchajcie, bracia miła” – „Żale Matki Boskiej”, „Jezu Chryste krzyżowany” i spoza zestawu w książce Polskie pieśni pasyjne – „Daj nam Chryste wspomożenie”, opisują Boleści Maryi. Są to zwykle ogólne stwierdzenia, że Matka Boża współcierpiała, mdlała, mówiła do Syna i ukazują Ją po prostu obecną na wszystkich etapach Męki.
Niemal każdy tekst zawiera zachętę do rozmyślania o cierpieniach Chrystusa oraz prawdę o ich zbawczym charakterze. Większość pieśni nazywa Pana Odkupicielem i prosi Boga o zbawienie oraz dar pamiętania o Męce. Są też inne prośby, w tym do Matki Bożej i zachęta do odmawiania różańca. W dwóch utworach nawiązuje się do Adama i do proroctwa Symeona. Teksty dołączone w książce Średniowieczna religijna pieśń polska: „Płaczy dzisia, duszo wszelka” i „Wszechmocny nasz Panie”, są bardziej poetyckie i zawierają głębsze uzasadnienie teologiczne, odstając od zestawu i nie wydaje się, aby było zasadne traktowanie ich, w zachowanej formie, jako średniowiecznych.
Pieśni pasyjne z tego zestawu cechuje tak wielka zwięzłość, że właściwie nie jest możliwe ich obszerniejsze streszczenie. Na wyodrębnione 568 zdań składa się:
| Treść teologiczna                        | Liczba zdań | % całości |
| ---------------------------------------- | ----------- | --------- |
| opis Męki Pańskiej zawarty w Ewangeliach | 167         | 29,4      |
| przedstawienie Matki Bożej Bolesnej      | 85          | 15        |
| prawdy teologiczne o odkupieniu          | 74          | 13        |
| zachęta do rozważania Męki               | 39          | 7         |
| prośba do Boga o zbawienie               | 38          | 6,7       |
| pochwała krzyża                          | 33          | 5,8       |
| wielbienie Boga                          | 30          | 5,3       |
| prośba o dar rozważania Męki             | 29          | 5,1       |
| sprawy poboczne                          | 24          | 4,2       |
| inne prośby                              | 18          | 3,2       |
| nawiązanie do innych ksiąg Biblii        | 17          | 3         |
| nawiązanie do Tradycji                   | 14          | 2,4       |

Zestawienie powyższe ukazuje, że średniowieczne polskie pieśni pasyjne miały ściśle teologiczny charakter i to nawet w pojęciu współczesnym, nazbyt krytycznym, tzw. biblijnym. Najważniejszą część zawartości pieśni stanowi Ewangelia, jądro Słowa Bożego.
Widoczna jest surowość w zakresie źródeł teologicznych. Dominuje jedno podstawowe – Ewangelie. Nie ma nawiązań do proroctw Starego Testamentu, nawet o Słudze Pańskim z Księgi Izajasza. Tylko w jednym utworze zawołanie – „o lekarstwo świata tego” – sugeruje jakiś z nią związek. W innym zaś wspomina się o spełnieniu przepowiedni Dawida – „od drzewa ma Bóg królować”. Jedynie utwór „O wszego świata wsztek lud” stanowi klasyczny tekst z Lamentacji Jeremiasza – wszyscy, co drogą zdążacie (Lm 1, 12), w odniesieniu do Chrystusa. Brak jest cytatów z Listów Apostolskich, tak obfitujących w teologię krzyża i odkupienia. Tylko pojedynczo pojawiają się zwroty – gdy nadeszła pełnia czasu i narodzony z niewiasty (Ga 4, 4).
Prawie całkowity brak jest nawiązań do Tradycji, mistyki i apokryfów. Wyłącznie pojedynczo pojawia się spotkanie z Matką na Drodze Krzyżowej, upadki pod krzyżem, Pietà, cierpienia w nocy (bez nazwy „ciemnica”) i złączenie z łotrami w drodze. W pieśni „Jezu Krysta krzyżowany” wymienia się mało znane elementy tradycyjne, jak polecenie przez Maryję Jezusa Judaszowi i rozbicie twarzy podczas upadku w drodze do Annasza. Ta też pieśń, jako jedyna, wymienia apokryficzne imię Longin. Nie ma poza tym w omawianych tekstach żadnych tego typu informacji.
Bardzo słabo jest zarysowana teologia Ran i Krwi Chrystusa, tak później znacząca w pobożności i mistyce, wraz z nowożytnym kultem Najświętszego Serca Jezusowego. Brak jest jakiejkolwiek wzmianki o Chuście Weroniki, która przecież w owym okresie, począwszy od Roku Jubileuszowego 1300 zwłaszcza, była główną rzymską relikwią. Nie pojawia się też, zawarty w Piśmie Świętym, epizod z Szymonem Cyrenejczykiem. Ponieważ zasadniczą prawdą jest odkupienie dokonane przez Jezusa Chrystusa Boga-Człowieka, Syna Maryi na drzewie krzyża, ta prawda była treścią ówczesnych polskich pieśni pasyjnych.